# صرف ریسک
صرف ریسک، (به انگلیسی: Risk premium) در علوم مالی به بهره اضافی و بهایی که بابت ریسک از سوی سرمایه‌گذاران، با در نظر گرفتن میزان ریسک اوراق بهادار و درجه ریسک پذیری سرمایه‌گذار پرداخت می‌شود، صرف ریسک می‌گویند. به بیان ساده میزانی است که سرمایه‌گذار بابت ریسک به نرخ سود سرمایه‌ای مورد انتظار خود می‌افزاید. تفاوت بازده دارایی از بازده بدون ریسک را، صرف ریسک می‌نامند.
ریسک مالی گونه‌ای ریسک است، که در اثر افزایش بدهی در شرکت، به سهام‌داران تحمیل می‌شود. ریسک اضافی ناشی از استفاده و به‌کارگیری بدهی در شرکت، که تحت عنوان اهرم مالی مورد بحث و بررسی قرار می‌گیرد. هر قدر شرکت، وام بیش‌تری بگیرد (اوراق قرضه بیش‌تری منتشر کند)، حاشیه سود خالص شرکت، کم‌تر خواهد شد و ریسک سهام عادی آن بیش‌تر می‌شود.